# جان رودز
جان رودز (انگلیسی: John Rhodes; ۱۳ فوریهٔ ۱۸۷۰ – ۶ فوریهٔ ۱۹۴۷) قایقران قایق بادبانی اهل بریتانیا بود.